# Гузеева, Лариса Андреевна
Лари́са Андре́евна Гузе́ева (род. 23 мая 1959, Буртинский, Оренбургская область) — советская и российская актриса театра, кино и телевидения, телеведущая; заслуженная артистка РФ (1994). Член общественной организации «Союз кинематографистов России».

## Биография

### Ранние годы
Родилась 23 мая 1959 года в посёлке Буртинский Беляевского района Оренбургской области.
Своего родного отца никогда не видела. Мать — Альбина Андреевна Гузеева (умерла 12 октября 2018), после окончания института работала учителем истории в сельской школе. Отчим — Виктор Макурин (умер в 1997 году), за которого мать вышла замуж в 1964 году. Брат (сын отчима) — Олег Викторович Макурин, умер в возрасте трёх лет в результате несчастного случая. Брат — Виталий Викторович Макурин, по состоянию на 2009 год жил в Оренбурге, работал в школе тренером по лыжам.
Через некоторое время после рождения Ларисы семья переехала в село Нежинка Оренбургской области.
С детства мечтала стать актрисой. Окончив школу, в неполные семнадцать лет поехала в Ленинград, где поступила в Ленинградский государственный институт театра, музыки и кинематографии (ЛГИТМиК) (курс Владимира Викторовича Петрова), который окончила в 1984 году. Параллельно с учёбой работала моделью.

### Карьера
После института начала сниматься в кино. Её первой главной и самой известной киноролью стала роль Ларисы Дмитриевны Огудаловой в фильме «Жестокий романс» (1984) режиссёра Эльдара Рязанова. После этого актриса снялась ещё в шестидесяти кинокартинах.
С 1986 по 1990 годы — актриса киностудии «Ленфильм».
В 1994 году было присвоено почётное звание «Заслуженный артист Российской Федерации» — «за заслуги в области киноискусства».
Лариса Гузеева является острохарактерной актрисой, это заметно по таким работам, как «Мария Магдалина», «Маросейка 12», «Граффити», за роль в последнем была отмечена на Международном кинофестивале в Токио.
С 6 октября 2008 года работает телеведущей на «Первом канале» в программе «Давай поженимся!». В 2009 году за работу в этой программе Гузеева стала лауреатом российской национальной телевизионной премии «ТЭФИ» в номинации «Лучший ведущий ток-шоу». С 2022 года — ведущая шоу «Голос. 60+» вместо Дмитрия Нагиева. С января 2023 года — ведущая подкаста «Письма» в журнале «Подкаст Лаб». С 2025 года — ведущая шоу «Моя мама готовит лучше» на «Первом канале».

### Общественная позиция
- В 2001 году Лариса Гузеева подписала письмо в защиту телеканала «НТВ»[8].
- В 2018 году была доверенным лицом кандидата в мэры Москвы Сергея Собянина[9].«Я вообще не либерал. Я — Крымнаш, мой. Мне нравится все, что происходит. Я абсолютная ватница», — Гузеева в интервью «Скажи Гордеевой» (2021)[10].

### Личная жизнь
По советским понятиям мои дети считаются поздними (сына я родила в 32, а дочку в — 40). И знаете, взрослая женщина может дать своим детям гораздо больше, чем молоденькая мама. Сама я в 20 лет была ещё совсем ребёнком. Теперь я знаю о жизни многое, у меня есть деньги, чтобы выучить детей, сохранить их здоровье, показать мир.
Во время учёбы в ЛГИТМиКе (1980—1984) Лариса Гузеева встречалась с Сергеем Курёхиным.
В 1984 году, когда начинались съёмки фильма «Соперницы», актриса встретила своего первого мужа Илью. Он работал ассистентом оператора этого фильма. Все годы замужества Лариса боролась с его пристрастием к наркотикам, но безрезультатно. В 1991 году, через семь лет брака, ушла от мужа. Впоследствии он умер от передозировки.
Со вторым своим мужем Кахой Толордавой Лариса познакомилась в 1991 году в Тбилиси, на съёмках грузинской картины «Избранник» режиссёра Михаила Калатозишвили. Каха был там редактором и играл небольшую роль священника. От него Гузеева вскоре забеременела, но продолжала работать на съёмках даже на последних месяцах беременности.
Сын — Георгий Кахович Толордава (род. 19 апреля 1992). Брак пара зарегистрировала за несколько дней до рождения сына. Прожив с мужем недолго, Гузеева подала на развод.
С 1999 года муж — Игорь Бухаров (род. 2 июня 1960), президент Федерации рестораторов и отельеров России, владелец ресторана «Ностальжи» в Москве. Гузеева познакомилась с Игорем, когда ей было 18 лет, а ему — 17. Они дружили много лет, но Гузеева согласилась зарегистрировать отношения с Игорем только в возрасте 40 лет.
Дочь — Ольга Игоревна Бухарова (род. 2000).

## Творчество

### Театр
- Антреприза

«Пять вечеров» по пьесе «Пять вечеров» Александра Володина (режиссёр — О. Анохина) — Тамара
«Мышеловка» по пьесе «Мышеловка» Агаты Кристи — Молли Рэлстон
«Клара, деньги и любовь» (режиссёр — С. Куница) — Клара

### Фильмография
| Год  |     | Название                                                               | Роль                                                                          |
| ---- | --- | ---------------------------------------------------------------------- | ----------------------------------------------------------------------------- |
| 1979 | мтф | Место встречи изменить нельзя (4-я серия)                              | девушка, танцующая с Тараскиным в ресторане                                   |
| 1984 | ф   | Жестокий романс                                                        | Лариса Дмитриевна Огудалова                                                   |
| 1985 | ф   | Встретимся в метро                                                     | Лёля Варшавская                                                               |
| 1985 | ф   | Соперницы                                                              | Наталья Николаевна Озёрникова                                                 |
| 1985 | ф   | Чужие здесь не ходят                                                   | Наташа Уланова                                                                |
| 1986 | тф  | Одинокий автобус под дождём                                            | Любовь Ивановна Литвинова                                                     |
| 1986 | тф  | Приключения Шерлока Холмса и доктора Ватсона: Двадцатый век начинается | мадам Анри Фурне                                                              |
| 1986 | тф  | Секретный фарватер                                                     | Виктория Мезенцева                                                            |
| 1986 | ф   | Таинственный узник                                                     | Лариса Росетти                                                                |
| 1987 | ф   | Белое проклятье                                                        | Надежда Сергеевна, врач                                                       |
| 1988 | с   | Жизнь Клима Самгина                                                    | Елизавета Спивак                                                              |
| 1988 | ф   | Верными останемся                                                      | Росита / Люция                                                                |
| 1988 | ф   | Щенок                                                                  | член президиума                                                               |
| 1989 | тф  | Анна Петровна                                                          | Анна Петровна                                                                 |
| 1989 | ф   | СВ. Спальный вагон                                                     | Евгения Анатольевна Воробьёва                                                 |
| 1990 | ф   | Мария Магдалина                                                        | Мария Егорова по прозвищу «Магдалина»                                         |
| 1990 | ф   | Палач                                                                  | Света, знакомая Ольги Приваловой, манекенщица                                 |
| 1991 | ф   | Семь дней с русской красавицей                                         | дворянка                                                                      |
| 1991 | ф   | Избранник                                                              | комиссар                                                                      |
| 1992 | ф   | В той области небес…                                                   | Владлена                                                                      |
| 1992 | ф   | Патриотическая комедия                                                 | Зинаида                                                                       |
| 1993 | ф   | Приговор                                                               | Бет Конли                                                                     |
| 1995 | с   | Дом                                                                    | Анастасия Витальевна, референт Лопахина                                       |
| 1995 | ф   | Откровения незнакомцу                                                  | Катя                                                                          |
| 1996 | ф   | Аквариум или одиночество шпиона                                        | Валя, жена Гены                                                               |
| 1996 | кор | Жёсткое время                                                          | звёздная актриса                                                              |
| 1996 | ф   | Театр Чехонте. Картинки из недавнего прошлого                          | Анна Павловна Шарамыкина                                                      |
| 1998 | ф   | Я первый тебя увидел                                                   | Елизавета Ивановна                                                            |
| 2000 | ф   | Игра в любовь                                                          | Галина Абрамовна                                                              |
| 2000 | с   | Маросейка, 12                                                          | Алина                                                                         |
| 2001 | тф  | Наследницы                                                             | Лера, любовница Иваницкого                                                    |
| 2001 | ф   | Не покидай меня, любовь                                                | Лиза Озимова                                                                  |
| 2001 | ф   | Сдвинутый                                                              | Ирина                                                                         |
| 2002 | ф   | Женская логика                                                         | Елена Павловна Дроздова                                                       |
| 2002 | с   | Право на защиту                                                        | Елена                                                                         |
| 2003 | с   | Ангел на дорогах                                                       | Лариса                                                                        |
| 2004 | ф   | Серенада лунной долины                                                 | Имя персонажа не указано                                                      |
| 2004 | с   | Сыщики 3                                                               | «Шурка»                                                                       |
| 2005 | ф   | Заказ                                                                  | Галя, подруга Анны                                                            |
| 2005 | ф   | Наследницы 2                                                           | Лера                                                                          |
| 2006 | ф   | Граффити                                                               | Мария                                                                         |
| 2006 | тф  | Семейный ужин                                                          | Ирина                                                                         |
| 2006 | с   | Ералаш                                                                 | Лариса Викторовна, учительница английского языка (№ 200 «Горячая картошечка») |
| 2006 | тф  | Там, где живёт любовь                                                  | Имя персонажа не указано                                                      |
| 2006 | ф   | Танкер «Танго»                                                         | Инесса                                                                        |
| 2007 | ф   | Миллионер поневоле                                                     | Марианна                                                                      |
| 2007 | док | Её ледовое величество. Елена Чайковская                                | играет себя                                                                   |
| 2008 | док | На красный свет. Александр Дедюшко                                     | играет себя                                                                   |
| 2009 | док | Алтайский самородок. Панкратов-Чёрный                                  | играет себя                                                                   |
| 2009 | ф   | Крыша                                                                  | Нинель Стальевна, учительница математики                                      |
| 2009 | с   | Такова жизнь                                                           | Аврора Михайловна                                                             |
| 2010 | док | Светлана Крючкова. Я научилась просто, мудро жить…                     | играет себя                                                                   |
| 2010 | док | Марина Дюжева «Я вся такая внезапная, противоречивая…»                 | играет себя                                                                   |
| 2010 | ф   | Колокол                                                                | Имя персонажа не указано                                                      |
| 2010 | с   | Папа Гамлета                                                           | Марианна                                                                      |
| 2011 | ф   | Анакоп                                                                 | Изабелла                                                                      |
| 2012 | с   | Три товарища                                                           | Мария Михайловна                                                              |
| 2014 | с   | Море. Горы. Керамзит                                                   | Жозефина, гадалка                                                             |
| 2023 | ф   | Тёща                                                                   | Ольга Николаевна                                                              |
| 2024 | ф   | Детокс                                                                 | Имя персонажа не указано                                                      |
| 2025 | с   | Три сестры                                                             | Татьяна                                                                       |

### Телевидение
- С 2001 по 2005 год — ведущая ток-шоу о материнстве и детстве «Я — мама» на телеканале «ТВ Центр»[16].
- С 6 октября 2008 года — ведущая телепередачи «Давай поженимся!» на «Первом канале»[17][18].
- Постоянный член жюри в 6-м сезоне телепередачи «Первого канала» «Минута славы» (2012—2014 гг.).
- С 12 марта по 16 апреля 2017 года — ведущая (совместно с Игорем Бухаровым и Ренатом Агзамовым) телепередачи «ТилиТелеТесто» на «Первом канале»[19].
- С 24 мая по 18 октября 2020 года — ведущая телепередачи «На дачу!» на «Первом канале»[20].
- С 25 марта по 23 апреля 2021 года — член жюри совместно с Димой Биланом и звёздными «тиктокерами» в шоу «ТикТок Талант» на телеканале «Пятница!»[21].
- С 4 сентября 2022 года — ведущая проекта «Голос. 60+» на «Первом канале»[22].
- С января 2023 года — ведущая подкаста «Письма» в журнале «Подкаст. Лаб» на Первом канале.

## Критика
5 июня 2019 года Алексей Навальный выпустил ролик, в котором обвинил Ларису Гузееву в приобретении квартиры на Садовнической набережной ценностью 90 миллионов рублей за 1/10 цены. Также Алексей отметил, что низкой стоимости квартиры способствовал мэр Москвы Сергей Собянин, за которого призывала голосовать Гузеева. Газета «Комсомольская правда», не упоминая о расследовании Навального, сообщила, что Гузеева подверглась травле в Интернете и была обвинена в недостойном поведении и пользовании якобы доставшейся ей даром жилплощадью([значимость факта?]).

## Признание

### Государственные награды

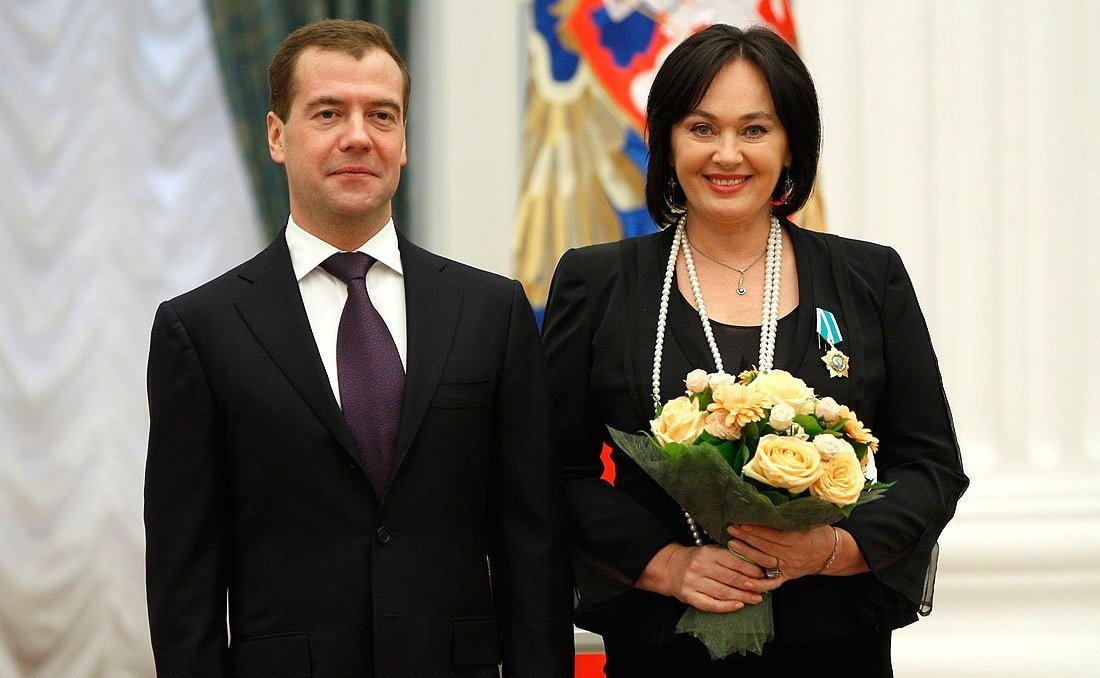
Президент Российской Федерации Дмитрий Медведев и Лариса Гузеева на церемонии вручения государственных наград. Москва, Кремль, 31 октября 2011 года.

- 1994 год — «Заслуженная артистка Российской Федерации» — за заслуги в области киноискусства[26].
- 2011 год — орден Дружбы — за большие заслуги в развитии отечественной культуры и искусства, многолетнюю плодотворную деятельность[2].

### Общественные награды, премии, рейтинги
- 2005 год — лауреат приза Международного кинофестиваля в Токио в категории «Лучшая женская роль» за фильм «Граффити».[27]
- 2006 год — Приз «Лучшая женская роль второго плана» на кинофестивале «Бригантина» за фильм «Заказ».
- 2009 год — лауреат российской национальной телевизионной премии «ТЭФИ» в номинации «Лучший ведущий ток-шоу» за программу «Давай поженимся!» на «Первом канале»[28][29]. Победители конкурса получают приз — бронзовую статуэтку «Орфей» работы скульптора Эрнста Неизвестного[30][31].
- 2009 год — вошла в первую двадцатку самых популярных отечественных телеведущих 2009 года (тринадцатое место) по опросу населения социологической компанией «TNS Gallup Media» по заказу журнала «Семь дней» за программу «Давай поженимся!» на «Первом канале»[32].
- 2011 год — вошла в рейтинг 25 самых популярных отечественных телеведущих 2011 года (четырнадцатое место) по опросу населения социологической компанией «TNS Gallup Media» по заказу журнала «Семь дней» за программу «Давай поженимся!» на «Первом канале»[33].
- 2011 год — приз губернатора Костромской области Игоря Слюняева в рамках XIX Международного фестиваля актёров кино «Созвездие—2011» — за личный вклад в формирование образа Костромского края посредством искусства кино[34].